# Лондонски парад на победата
Лондонски парад на победата е военен парад на въоръжените сили от страните на Британската общност и съюзници по случай победата на Антифашистката коалиция над Тристранния пакт във Втората световна война.
Провежда се в Лондон на 8 юни 1946 г. Включва парад на армейски подразделения по улиците на града и нощни фойерверки. Участват представителни подразделения на Великобритания, Белгия, Бразилия, Китай, Чехословакия, Франция, Гърция, Холандия, Люксембург, САЩ, Австралия, Дания, Египет, Етиопия, Иран, Ирак, Мексико, Непал, Норвегия и Йордания
Парада се води от бойните знамена, британските началник-щабове и представители на Върховното съюзно командване. Следват пехотните подразделения и механизирана колона от 500 бойни машини. Маршрута е Риджънтс парк-Тауър-Риджънтс парк и е с дължина 4 мили.
След залеза на Слънцето основните сгради на Лондон са осветени от прожектори. Крал Джордж VI и семейството му преминават с кралския кораб по река Темза. Парада завършва с фойерверки над централен Лондон.
В парада не участват съюзните държави СССР, Югославия и Полша.